# Маристела Порто Конте (Сасари)
Маристела Порто Конте је насеље у Италији у округу Сасари, региону Сардинија.
Према процени из 2011. у насељу је живело 418 становника. Насеље се налази на надморској висини од 8 м.